# Metamorfosi (Marcella Bella)
(Nessuno mai)
Metamorfosi, pubblicato nel 1974, è un album della cantante italiana Marcella Bella.

## Il disco
Ad anticipare l'uscita del disco fu il singolo Nessuno mai, che riscosse un grande successo nell'estate del 1974, raggiungendo la seconda posizione della hit-parade dei 45 giri più venduti. 
Metamorfosi fu presentato alla Mostra Internazionale di Musica Leggera di Venezia, risultando il più venduto della kermesse, motivo per cui Marcella fu premiata con la prestigiosa "Gondola d'Oro".

## Tracce
1. Nessuno mai - 4:24 - (Giancarlo Bigazzi - Gianni Bella)
2. Venezia nella mente - 3:27 - (Giancarlo Bigazzi - Gianni Bella)
3. L'arancia non è blu - 3:39 - (Antonio Bella - Gianni Bella)
4. Prigioniera - 3:47 - (Giancarlo Bigazzi - Antonio Bella - Gianni Bella)
5. Piccoli diavoli - 3:59 - (Giancarlo Bigazzi - Antonio Bella - Gianni Bella)
6. L'avvenire - 4:27 - (Giancarlo Bigazzi - Gianni Bella)
7. Soggetto umano - 3:52 - (Antonio Bella - Gianni Bella)
8. Frutta al mercato - 3:41 - (Antonio Bella - Gianni Bella)
9. Oh,oh,oh - 3:39 - (Gianni Bella - Giancarlo Bigazzi - Marva Jan Marrow)
10. Per sempre - 3:28 - (Gianni Bella - Giancarlo Bigazzi)

## Musicisti

### Artista
- Marcella Bella - voce
- Franco Monaldi - arrangiamenti